# تكامل دالي
التكامل الدالي (بالإنجليزية: Functional integration)‏ هو مجموعة من النتائج في الرياضيات والفيزياء لم يعد مجالها جزءا من الفضاء، إلا فضاء دالي. يكثر استخدامه في الإحصاء والاحتمالات، في دراسة المعادلات التفاضلية الجزئية وفي تحديد النهج المتكامل للمسار للجسيمات والحقول في ميكانيكا الكم.
يتكون التكامل العادي من:
- دالة التكامل.
- مجال التكامل.

عملية التكامل ما هي إلا إضافة قيم التكامل في دالة التكامل لكل نقطة في المجال المحدد أو المفتوح. حيث يتم تقسيم مجال التكامل إلى مناطق أصغر وأصغر. لا تختلف قيمة أي جزء صغير عن الأخر كثيرا لذلك قد يتم استبدالها بقيمة واحدة. في التكامل الدالي المجال هو مدى من الدوال، لكل دالة قيمة مختلفة يتم إضافته إلى كل نقطة في المجال وحساب الناتج.
يرجع الفضل في تطوير التكامل الدالي عالم الرياضيات التشيلي بيرسي جون دانييل في مقال 1919 والأمريكي نوربرت فينر في سلسلة دراساته التي بلغت ذروتها في مقالاته عام 1921 عن الحركة البراونية. قام الثنائي بتطوير طريقة جديدة ودقيقة تعرف الآن بتكامل فينر المستخدم في تعيين احتمالية لمسار جسيم عشوائي. في حين طور ريتشارد فاينمان تكاملا داليا آخر يستخدم في حساب الخواص الكمية للأنظمة. استبدل فيه المفهوم الكلاسيكي لمسار فريد لجسيم من خلال عدد لا حصر له من المسارات الكلاسيكية.
للتكامل الدالي تطبيقات هامة في التقنيات الكمية للفيزياء النظرية، حيث يتم استخدام الخصائص الجبرية للتكاملات الدالية في تطوير سلسلة تستخدم لحساب الخصائص في الكهروديناميكا الكمية والنموذج القياسي لفيزياء الجسيمات.

## التكامل
في حين أن تكامل ريمان القياسي يتعامل مع الدالة (f(x عبر مدى مستمر لقيم X، يتعامل التكامل الدالي مع الدالة [G[f، والتي يطلق عليها «دالة الدالة» لمدى مستمر من الدوال (f(x. لا يمكن حساب معظم التكاملات الدالية بشكل دقبق لكن تحسب بطرق الاضطراب. يمكن القول أن التعريف الرسمي للتكامل الدالي بالتالي:
{\displaystyle \int G[f][Df]\equiv \int \limits _{-\infty }^{\infty }\cdots \int \limits _{-\infty }^{\infty }G[f]\prod _{x}df(x).}
على الرغم من أنه في معظم الحالات يمكن كتابة دوال (f(x في سلسلة لا نهائية من الدوال المتعامدة كما يلي:
{\displaystyle f(x)=f_{n}H_{n}(x)}
وبذلك يصبح التعريف أكثر وضوحا كالتالي:
{\displaystyle \int G[f][Df]\equiv \int \limits _{-\infty }^{\infty }\cdots \int \limits _{-\infty }^{\infty }G(f_{1},f_{2},\ldots )\prod _{n}df_{n},}
يظهر فيه التكامل على صورة تكامل دالي لكن بحرف D بدلا من حرف F. يوجد رمزين للتعبير عن الدالة الأول [Df] والثاني [D[f للإشارة إلى أن F دالة وليست متغير.

## الأمثلة
معظم التكاملات الدالية لا نهائية، لكن ناتج قسمة تكاملين داليين يمكن أن يكون تكامل محدود. التكاملات الدالية التي يمكن حلها تبدأ في العادة بالتكامل الغاوسي التالي:
{\displaystyle {\frac {\int e^{i\int -{\frac {1}{2}}f(x)\cdot K(x,y)\cdot f(y)\,dx\,dy+\int J(x)\cdot f(x)\,dx}[Df]}{\int e^{i\int -{\frac {1}{2}}f(x)\cdot K(x,y)\cdot f(y)\,dx\,dy}[Df]}}=e^{i{\frac {1}{2}}\int J(x)\cdot K^{-1}(x,y)\cdot J(y)\,dx\,dy}.}
يتم التكامل الدالي للدالة (J(x بداية من 0 إلى J. عند وضع
{\displaystyle K(x,y)=\Box \delta (x-y)}
يصبح هذا أسا مضروبا في كثيرة الحدود كالآتيه:
{\displaystyle {\frac {\int f(a)f(b)e^{i\int f(x)\Box f(x)\,dx^{4}}[Df]}{\int e^{i\int f(x)\Box f(x)\,dx^{4}}[Df]}}=K^{-1}(a,b)={\frac {1}{|a-b|^{2}}},}
حيث (a,b,x) متغيرات رباعية الأبعاد. هذة هي صيغة انتشار الفوتون في الديناميكا الكهربائية الكمية. هناك عنصر آخر مفيد هو دالة ديراك الدالية:
{\displaystyle \int e^{i\int f(x)g(x)\,dx}[Df]=\delta [g]=\prod _{x}\delta {\big (}g(x){\big )},}

## الأنواع

### تكامل فينمان
- صيغة تروتر،[11] أو صيغة منتج لاي.
- فكرة كاك لدوران ويك.
- استخدام مربع إكس دوت دوت

### تكامل ليفي
- ميكانيكا الكم التجزيئي
- معادلة شرودنجر الكسرية
- عملية ليفي
- ميكانيكا إحصائية كسرية